# 대사성골질환
대사성골질환(metabolic bone disease, MBD)은 다양한 범주의 장애가 야기하는 뼈의 기형을 지칭하는 포괄적인 용어이다.
이러한 장애들의 제일 흔한 원인은 칼슘, 인, 마그네슘, 비타민 D 따위의 무기질의 비정상성인데, 심각한 임상적 장애를 초래하지만 대개 근본적인 결함이 치료되면 되돌릴 수 있다.  이러한 장애들은 뼈의 장애를 초래하는 신호 체계나 세포 유형의 특정한 결함이 야기하는 더 큰 유전적 골질환 분류와는 구별되나 겹칠 수도 있다. 예를 들면 유전적인 저인산혈증은 대사성골질환의 일종인 골연화증을 초래할 수 있다. 현재 유전적인 상태에 대한 치료법은 없지만, 인산염의 replacement는 대개 대사성골질환을 치료하거나 호전시킬 수 있다.
대한민국에서는 주로 도마뱀 등의 파충류 사육 업계에서 많이 사용되는 용어이다. 대표적으로 도마뱀붙이류의 경우 꼬리, 척추가 상하좌우로 휘기 시작하여 종국에는 장기를 압박하고 사지에 힘이 제대로 들어가지 않아서 평생 주인이 먹여주지 않으면 음식도 제대로 먹지 못하는 상태에 놓이게 된다. 이를 방지하기 위해서는 칼슘 등의 무기질이 골고루 포함된 식단이 필수적이다. 식단에 무기질이 모자라다면 영양제를 섞어주어야 한다.

## 대사성골질환의 증상
- 골다공증
- 골연화증 (성인) & 구루병 (아동)
- 낭종섬유성골염
- 뼈 페이젯병
- 피라미딩 (거북이)

골다공증은 특정한 부위를 쓰지 않아 위축증이 일어나거나 생식선이 없어서 발생한다. 따라서 골다공증은 50살이 넘은 남자, 폐경기를 맞이한 여자에게 흔하다. 고코르티졸증도 원인이 되는데, 골다공증은 쿠싱병의 증상인 것으로 보인다.